# مجداف

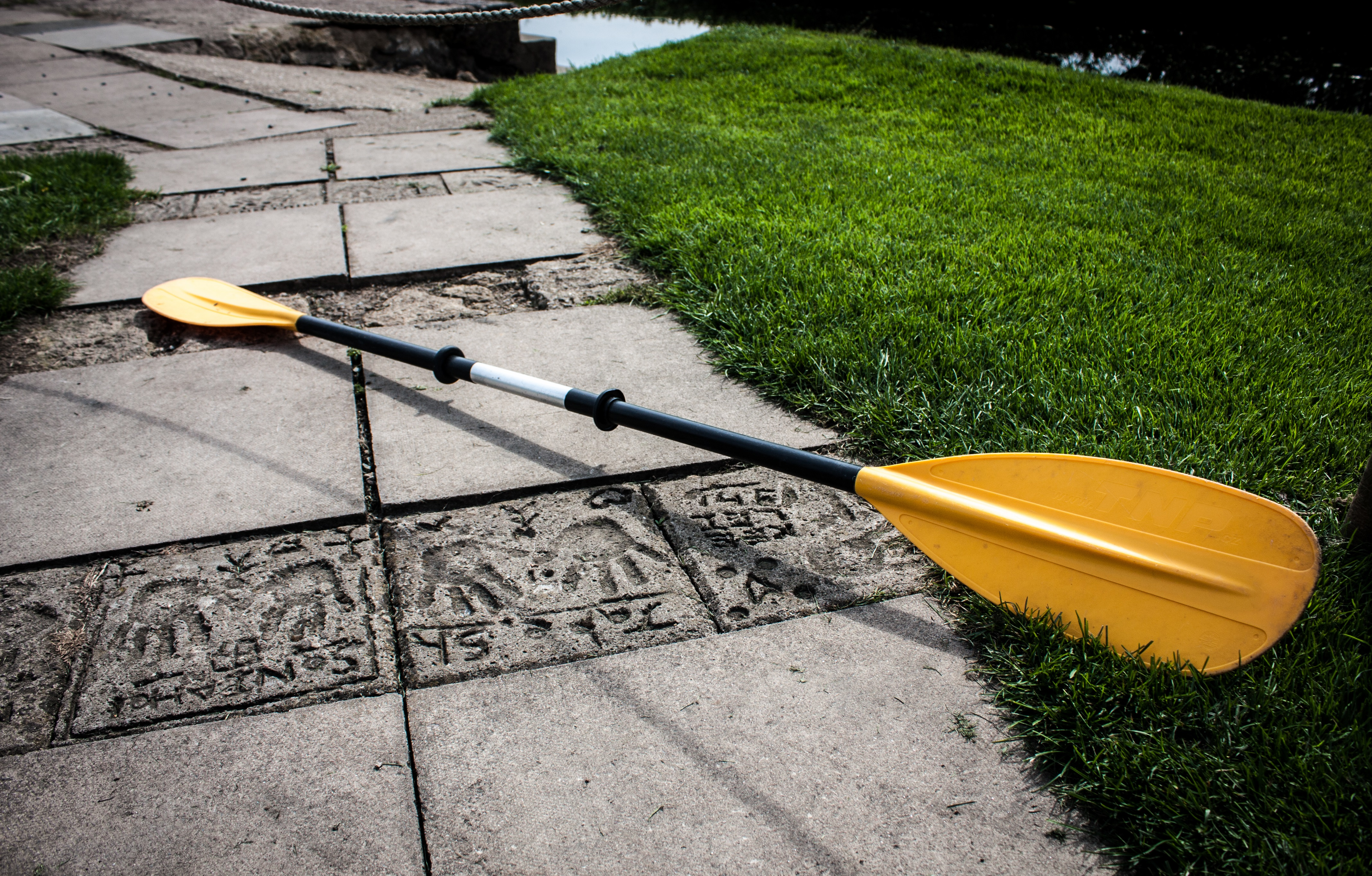
مجداف حديث.

المجداف (الجمع: مَجَادِف) أو المجذاف (الجمع: مَجَاذِف)(1) أداة تصنع عادة من الخشب أو المعادن أو اللدائن، ذات يد من جهة وصفحة من جهة أخرى. وتستعمل في دفع قوارب التجديف يدويًا.

## هوامش
1. جاء في لسان العرب: أن المجذاف لغة في المجداف، وبأن كلتا الكلمتين فصيحتان، وأصل الكلمة من جَدْف الطائر وهو جناحه.